# Тары
Тары (лат. Hemitragus) — азиатский род козьих. Содержит три вида, среди которых гималайский тар (H. jemlahicus), нилгирийский тар (H. hylocrius), обитающий на юге Индии, и аравийский тар (H. jayakiri). Являются ли тары естественной родственной группой, до сих пор остаётся предметом споров среди учёных.

## Внешность

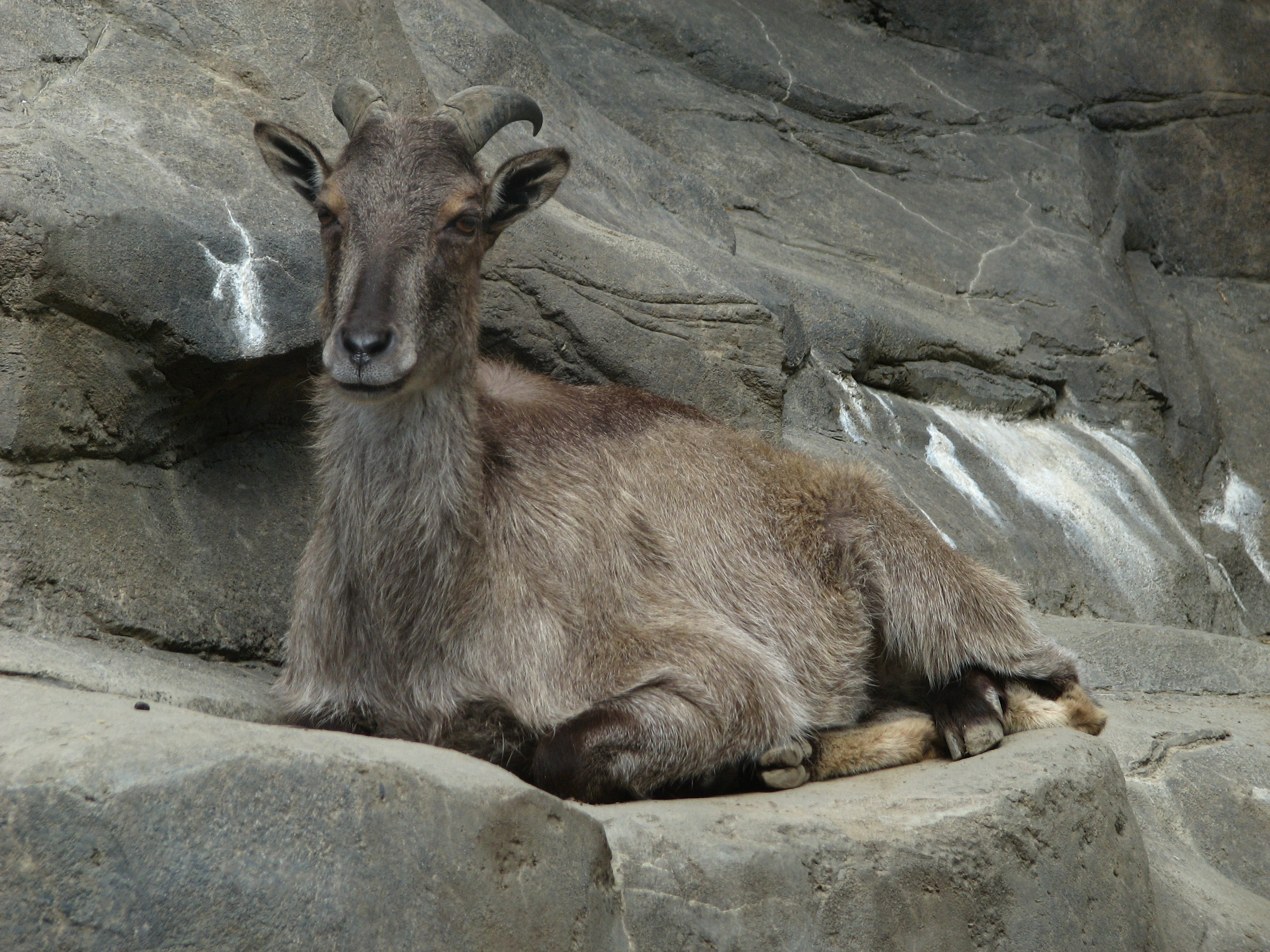
Гималайский тар (Hemitragus jemlahicus)

Тары похожи на коз, обладают плотным телосложением, сильными конечностями и широкими копытами, позволяющими хорошо лазать. Длина тела составляет 0,9—1,4 м, высота в холке около 0,6—1,1, а вес варьирует от 50 до 100 кг. Самцы как правило тяжелее самок. Цвет шерсти разнится в зависимости от вида. У гималайского тара длинная красно-коричневая шерсть, которая в районе шеи образует густую гриву. Схожие свойства шерсти и у аравийского тара. Более короткая шерсть у нилгирийского тара. В зависимости от возраста и пола она бывает с разными цветовыми вариациями, от жёлто-серой до тёмно-коричневой.
Рога имеются у представителей обоих полов. Они выгнуты назад, приплюснуты по бокам и не закручены как у некоторых козьих. Рога самцов значительно крупнее рог самок.

## Распространение
Все три вида таров населяют скалистые горные местности. Гималайский тар обитает в покрытых лесом горных ущельях в Пакистане, Бутане, Афганистане, Индии, Тибете, Непале, нилгирийский тар в покрытых травой горах Нилгири, а аравийский тар в засушливом и небогатом растительностью горном массиве Хаджар на востоке Аравийского полуострова.

## Поведение
Тары активны в сумеречное время суток, а днём, как правило, отдыхают в тени скал или вегетации. Гималайские и нилгирийские тары живут в группах, разделённых по половому признаку. Самцы ведут иногда также одиночный образ жизни. Только в брачный сезон они присоединяются к самкам и пытаются посредством поединков между собой завоевать право спариваться. Аравийские тары, в отличие от этого, живут поодиночке либо в малых родовых группах. Тары питаются растениями, главным образом травами и листвой.

## Угрозы
Разрушение жизненного пространства и браконьерство являются главными угрозами для таров. Гималайский тар пока ещё относительно многочислен, однако популяция нилгирийских и аравийских таров оценивается в 2000 особей каждого вида, из-за чего МСОП относит их к разряду находящихся под угрозой исчезновения (endangered).

## Систематика
Слово тар происходит из непальского языка. Научное название Hemitragus греческого происхождения и означает «полукоза».
Молекулярно-генетические исследования, проведённые в 2005 году Ropiquet и Hassanin, показали, что тары не являются непосредственными родственниками. Неожиданным результатом стало то, что тары должны быть отнесены в разные роды. Так, гималайский тар является родственником горных козлов, нилгирийский тар — сестринский таксон баранов, а аравийский тар близок к гривистому барану (кроме молекулярно-генетического сходства, заметно и внешнее сходство самцов аравийского тара и гривистого барана). Авторы предлагают упразднить род таров и выделить два новых: Nilgiritragus и Arabitragus.